# Неймарк, Юрий Исаакович
Юрий Исаакович Неймарк (24 ноября 1920 года, Амур-Нижнеднепровск — 11 сентября 2011 года, Нижний Новгород) — советский и российский математик. Доктор технических наук (1956), профессор (1961), почётный профессор ННГУ имени Лобачевского. Основатель его факультета вычислительной математики и кибернетики. Академик РАЕН (1991).

## Биография
Окончил Горьковский государственный университет (1944).
- Заведующий кафедрой вычислительной математики и кибернетики (теории управления и динамики машин) Горьковского государственного университета (1958—1990).
- Член редколлегии журнала «Радиофизика» (1958—1964).
- Член национального комитета по теоретической и прикладной механике (1965).

Является основателем факультета вычислительной математики и кибернетики в Нижегородском университете и одним из основателей и организаторов НИИ прикладной математики и кибернетики. Был членом Национального комитета России по теоретической и прикладной механике.
Имеет около 500 научных работ и два десятка изобретений, автор девяти монографий, четыре из которых изданы на иностранных языках.
Скончался 11 сентября 2011 года. Похоронен на Румянцевском кладбище под Нижним Новгородом.

## Награды
- Заслуженный деятель науки Российской Федерации (1997)[4]
- Премия имени А. А. Андронова (1989) — за цикл работ «Разработка и приложения метода точечных отображений»
- Премия Н. Винера (1994)
- Орден «Знак Почёта»
- Почётный профессор ННГУ имени Лобачевского[2]

## Память
В честь Юрия Неймарка назван создающийся в Нижнем Новгороде межвузовский ИТ-кампус.